# جيمس ويتمور
جيمس آلان ويتمور، جونيور (بالإنجليزية: James Allen Whitmore Jr.)‏، (ولد: 1 أكتوبر 1921 – توفي: 6 فبراير 2009)، كان ممثل أمريكي، فاز خلال حياته بجائزة توني، جائزة غرامي، جائزة جولدن جلوب، جائزة إيمي و رُشح مرتين لجائزة الأوسكار.

## نشأته وخدمته العسكرية
ولد في وايت بلينز، نيويورك لفلورنس بيلي (كرين قبل الزواج) وجيمس ألين ويتمور الأب، الذي كان مسؤولًا في لجنة الحديقة، ارتاد ويتمور مدرسة أمهيرست الثانوية المركزية في سنايدر، نيويورك لمدة ثلاث سنوات، وذلك قبل أن يُنقل إلى مدرسة تشوت في والينغفورد، كونيتيكت من خلال منحة دراسية لكرة القدم. وتابع دراسته فيما بعد في جامعة ييل، لكنه اضطر إلى التخلي عن كرة القدم بعد تأذي ركبتيه بشده. بعد التخلي عن كرة القدم، التفت إلى جمعية ييل الدرامية وبدأ في التمثيل. كان أثناء وجوده في جامعة ييل عضواً في سكل آند بونز وكان من بين مؤسسي محطة ييل الإذاعية (دبليو أو سي دي-إيه إم التي يديرها الطلاب، والتي سُميت فيما بعد باسم دبليو واي بي سي-إيه إم). اعتزم ويتمور أن يصبح محاميًا وتخرج مع تخصص في سياسات الحكومات من جامعة ييل. عندما اندلعت الحرب العالمية الثانية، جُند في احتياطي مشاة البحرية بالولايات المتحدة في عام 1942 أثناء دراسته التي أكملها في عام 1944. أثناء خدمته مع القوات البحرية، تدرب في جزيرة باريز ومدرسة كوانتيكو بفرجينيا ومدرسة الطلاب المرشحين وكُلف برتبة ملازم ثان. بعد مزيد من التدريب، عُيّن في الفرقة البحرية الرابعة في سايبان في يوليو 1944. خلال وجوده في في تينيان، أصيب بداء الأميبات وأدخل المستشفى. قضى خدمة الحراسة في منطقة قناة بنما حتى تسريحه في مارس 1946.

## الزواج والحياة اللاحقة
بعد الحرب العالمية الثانية، درس ويتمور التمثيل في الجناح المسرحي الأمريكي واستوديو الممثلين في نيويورك. في هذا الوقت، التقى ويتمور بزوجته الأولى، نانسي ميغيت. تزوجا في عام 1947، وكان للزوجين ثلاثة أبناء قبل طلاقهما في عام 1971. لاقى الابن الأكبر، جيمس الثالث، نجاحًا كممثل تلفزيوني ومخرج تحت اسم جيمس ويتمور الابن، وأصبح الابن الثاني، ستيفن الناطق الرسمي باسم إدارة شرطة مقاطعة لوس أنجلوس. وكان الابن الأصغر، دانيال، يعمل كرَجُل أَمْن طَوَّاف في دائرة الغابات في الولايات المتحدة الأمريكية ورجل إطفاء، وذلك قبل أن يؤسس شركة بناء خاصة به. تزوج ويتمور وميغيت عام 1979 مجددًا وتطلقا مرة أخرى بعد عامين.
كان ويتمور متزوجًا من الممثلة أودرا ليندلي من عام 1972 حتى عام 1979. وشارك في العديد من العروض المسرحية معها خلال زواجهما وبعده. وشملت هذه إلبا (مسرحية لفون ماكبرايد حول زوجين مسنين يفران من دار العجزة)؛ هاندي داندي لوليام جيبسون (هو قاضٍ محافظ، وهي راهبة ليبرالية)؛ ومسرحية لتوم كول بعنوان أباوت تايم (حول الوقت) (التي لعبا فيها دوري شخصيتين عرفتا ببساطة باسم الرجل العجوز والمرأة العجوز).

## روابط خارجية
- جيمس ويتمور على موقع IMDb (الإنجليزية)
- جيمس ويتمور على موقع ألو سيني (الفرنسية)
- جيمس ويتمور على موقع ميوزك برينز (الإنجليزية)
- جيمس ويتمور على موقع تيرنر كلاسيك موفيز (الإنجليزية)
- جيمس ويتمور على موقع أول موفي (الإنجليزية)
- جيمس ويتمور على موقع قاعدة بيانات برودواي على الإنترنت (الإنجليزية)
- جيمس ويتمور على موقع قاعدة بيانات الأفلام السويدية (السويدية)
- جيمس ويتمور على موقع إن إن دي بي (الإنجليزية)
- جيمس ويتمور على موقع ديسكوغز (الإنجليزية)
- جيمس ويتمور على موقع قاعدة بيانات الفيلم (الإنجليزية)